# Václav Hošek
Václav Hošek (geboren am 25. Juli 1909 in Vamberk; gestorben am 21. Juni 1942 in Bayreuth) war ein tschechoslowakischer Widerstandskämpfer während der Deutschen Besetzung der Tschechoslowakei in der Zeit des Nationalsozialismus. Seine Sterbeurkunde Nr. 406 aus dem Jahr 1942 liegt im Bayreuther Stadtarchiv. In jener ist vermerkt: „Der Rechnungsbeamte Wenzel Hošek, katholisch, wohnhaft in Unhoscht 377 bei Kladno, ist am 21. Juni 1942 gegen 11 Uhr 30 Minuten in Bayreuth zwischen Lerchenbühl und Saas verstorben.“
Als Leichtathlet nahm Hošek für sein Land an den Olympischen Sommerspielen des Jahres 1936 in Berlin teil. Im Vorlauf 2 des 3000-Meter-Hindernislaufs erreichte er den 8. Platz, was ihn nicht für das Finale qualifizierte.
Anfang Oktober 1938 wurden die sudetendeutschen Gebiete von der Tschechoslowakei abgespalten und dem Deutschen Reich angegliedert. In den frühen Morgenstunden des 15. März 1939 marschierte die Wehrmacht auch im übrigen Land ein („Zerschlagung der Tschechoslowakei“). Das besetzte Gebiet wurde anschließend annektiert und als Protektorat Böhmen und Mähren zu einem Teil (mit begrenzter Selbstverwaltung) des Großdeutschen Reichs erklärt. Im Untergrund gründete sich schnell der tschechoslowakische Widerstand, dem sich auch Václav Hošek anschloss.
1938 arbeitete Hošek in der Poldi-Hütte, einem auf die Herstellung von hochlegiertem Stahl spezialisierten Unternehmen. Anschließend begann er eine Ausbildung an der Handelsschule in Prag. Dort lernte er den Mitschüler Milan Charvat kennen, der ihn mit Miloslav Hula bekanntmachte. Letzterer hatte sich gegen seine Freilassung aus einem sowjetischen Gefangenenlager verpflichtet, als Agent für den Nachrichtendienst der UdSSR zu arbeiten. Nach einer Ausbildung in Moskau erhielt er den Auftrag, in der besetzten Tschechoslowakei eine Widerstandsorganisation aufzubauen. Im Februar 1940 erwarb Hula einen Neun-Röhren-Funkempfänger der Marke Detrola und einzelne Bestandteile von Funkgeräten. Damit installierte er in seiner Wohnung eine betriebsfertige Sendeanlage, mit der er „Radiogramme“ an sowjetische Stationen schicken konnte.
Charvat und Hula forderten Hošek auf, sich über Art und Menge der in der Poldi-Hütte gefertigten militärischen Erzeugnisse sowie über die Truppeneinheiten der Wehrmacht in Kladno zu erkundigen. Er fand heraus, dass 6000 Arbeiter in drei Schichten Panzerblech erzeugten und dass in Kladno ein deutsches Infanterie-Bataillon mit einer Stärke von 450 Mann stationiert war. Seine ehemalige Gefährtin Hanna Weber, die in der Rechnungsabteilung des Unternehmens arbeitete, nannte ihm die Menge der täglichen Produktion an Panzerblech, Roheisen und Rohstahl sowie Lieferungszeitpunkte und -ziele.
Im Frühjahr 1941 flogen die Männer auf. Am 6. März wurde Hula, am 12. März Charvat und am 17. April Hošek verhaftet. Im Bericht von Kriminalinspektor Gallus von der Geheimen Staatspolizei Prag steht, dass nach Angaben Charvats Hošek die Auskünfte aus der Poldi-Hütte lieferte, die Charvat wiederum an Hula weiterleitete. Hula und Charvat wurden zum Tode, Hošek wurde am Volksgerichtshof in Berlin wegen „Vorbereitung zum Hochverrat“ zu 15 Jahren Haft verurteilt.
Mit der Nummer T. 9585 wurde Hošek in das Zuchthaus Bayreuth verlegt. Bei einem Arbeitseinsatz außerhalb der Gefängnismauern wagte er die Flucht, wurde gestellt und erschossen.